# Дайнеко Валентина Вікторівна
Валентина Вікторівна Дайнеко (нар. 28 вересня 1946, м. Слонім) — українська науковиця-лінгвістка, завідувачка кафедри іноземних мов Навчально-наукового інституту міжнародних відносин Київського національного університету імені Тараса Шевченка (з 1990), кандидат філологічних наук, професор.

## Життєпис
1969 року закінчила Київський державний університет, факультет романо-германської філології, розпочала працювати на факультеті. З 1976 року працює на факультеті міжнародних відносин та міжнародного права, згодом — Інституті міжнародних відносин. З 1990 року очолює кафедру іноземних мов.
Тема кандидатської дисертації — «Структурно-семантичні та комунікативно-прагматичні особливості парних словосполучень сучасної англійської мови» (1988).
Авторка понад 100 наукових праць та розробок, серед яких «Англо-український словник парних словосполучень» (1994), «Англійська мова в міжнародних документах та дипломатичній кореспонденції» (1999), «Короткий шлях до англійської мови», «Основи перекладу» (2002), «Manual on Foreign Currency Options» (2003), «Практичний переклад» (2005), «Особливості мови комерційної кореспонденції та документації» (2005), науково-методичні розробки, навчальні завдання. Читає нормативний курс з мови фаху (Англійська мова в міжнародних документах та дипломатичній кореспонденції) та теорії і практики перекладу.
Проходила стажування в університетах США, Австрії, Канади, Єгипту, Бельгії, Великої Британії, Греції.
Член науково-методичної ради Міносвіти України зі спеціальності «міжнародні відносини».

### Звинувачення у приниженні студентів
Студенти та випускники Інституту міжнародних відносин у 2020 році звинуватили Валентину Дайнеко у багаторічному зневажливому ставленні до здобувачів освіти на її кафедрі, зокрема до жінок. Їй приписували принизливі коментарі, серед них: «Дівки в КІМО — підстилка для дипломата» та «[абітурієнтку] трахнуть під першими ж сходами». Коли президент Зеленський нагородив Дайнеко орденом, студенти й випускники вишу почали вимагати позбавлення її нагороди та звільнення з університету. Водночас близько сотні випускників ІМВ підписали відкритий лист на підтримку викладачки, зокрема це зробив голова Національної ради реформ Міхеіл Саакашвілі та керівник Офісу президента Андрій Єрмак.
Інститут відхилив звернення студентів щодо Дайнеко. Директор закладу Валерій Копійка обґрунтував це тим, що скаргу буцімто не було правильно оформлено. Ініціаторка звернення назвала відповідь Інституту «знущанням». При цьому у своїй відповіді Копійка погрожував студентці відрахуванням та судовим позовом.
Сама Дайнеко відмовилася коментувати звинувачення на свою адресу журналістам, мотивуючи це тим, що вона «дуже себе поважає».
2021 року новообраний ректору КНУ ім. Шевченка Володимир Бугров повідомив, що університет не став проводити перевірку поведінки Дайнеко.

## Відзнаки
- Заслужений працівник освіти України (1999),
- Орден княгині Ольги IІI ст. (21 грудня 2009) — за вагомий особистий внесок у розвиток української дипломатії, багаторічну сумлінну працю, високий професіоналізм та з нагоди Дня працівників дипломатичної служби[8],
- Орден княгині Ольги II ст. (25 жовтня 2014) — за вагомий особистий внесок у розвиток національної освіти, підготовку висококваліфікованих спеціалістів, багаторічну плідну науково-педагогічну діяльність та з нагоди 180-річчя від дня заснування Київського національного університету імені Тараса Шевченка[9].
- Орден княгині Ольги I ст. (21 серпня 2020) — за значний особистий внесок у державне будівництво, соціально-економічний, науково-технічний, культурно-освітній розвиток України, вагомі трудові здобутки та високий професіоналізм[10].